# PwC Tower

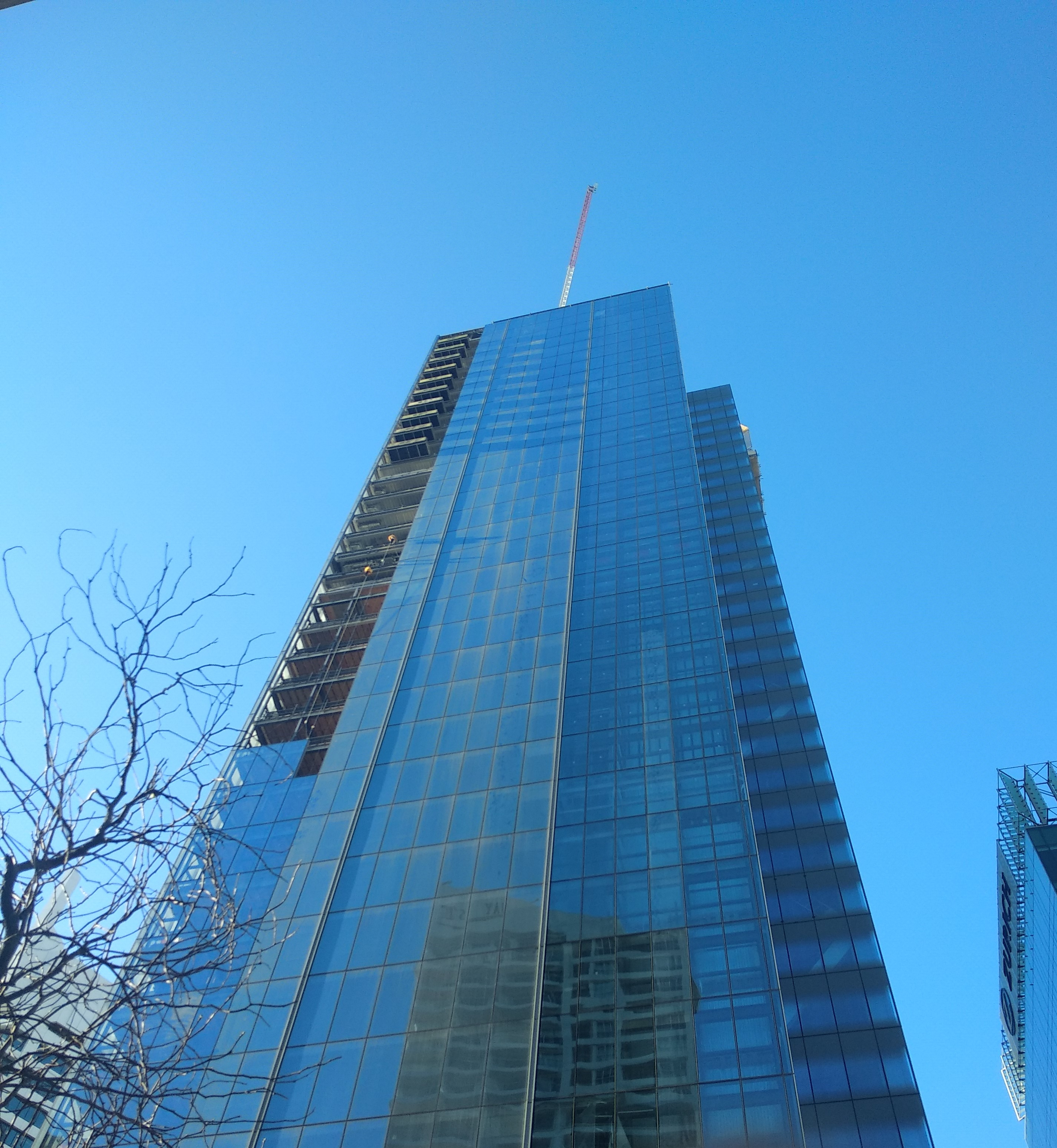
PwC Tower während des Baus (September 2019)

Der PwC Tower ist ein Wolkenkratzer in der neuseeländischen Stadt Auckland. Das 180 Meter hohe Gebäude wurde im Sommer 2020 eröffnet und ist das höchste Bürogebäude Neuseelands.

## Hintergrund
Das Gebäude ist zentraler Teil des Büro- und Einzelhandelsprojekts Commercial Bay, das vom Investor Precinct Properties ab 2012 geplant und in der Folge umgesetzt wurde. 2016 begannen die Bauarbeiten, dabei wurde zunächst die Eröffnung des Einkaufszentrums für Oktober 2018 und des Hochhauses für Mitte 2019 angestrebt, nach Verzögerungen beim Bau und den Auswirkungen der COVID-19-Pandemie verschob sich die letztlich von Jacinda Ardern durchgeführte zeremonielle Eröffnung auf Juni 2020 bzw. Juli 2020 für den Tower. Es löste das Vero Centre als höchstes Bürogebäude des Landes ab.
Der PwC Tower ist 180 Meter hoch und bietet auf 41 Stockwerken bzw. 39.000 Quadratmetern Bürofläche für bis zu 4000 Menschen. Die Baukosten inklusive der umgebenden Einzelhandelsflächen liegen bei über 720 Millionen Neuseeland-Dollar, der Wert des Gesamtkomplexes wird auf 1 Milliarde Dollar geschätzt.
Hauptmieter ist die neuseeländische Gesellschaft des PwC-Netzwerks, die zudem die Namensrechte am Turm erwarb. Ein weiterer Großmieter ist die neuseeländische  Investmentgesellschaft Jarden. Zuvor war ein benachbartes zwischen 2000 und 2002 erbautes Hochhaus Sitz von PwC Neuseeland, so dass dieses vormals als PricewaterhouseCoopers Tower bzw. PwC Tower bezeichnet wurde. Dieses wird seit dem Auszug von PwC vornehmlich von der neuseeländischen Tochter des Bankhauses HSBC genutzt.